# بوتیل نیترات
بوتیل نیترات (به انگلیسی: Butyl nitrate) با فرمول شیمیایی C۴H۹NO۳ یک ترکیب شیمیایی با شناسه پاب‌کم ۱۳۵۶۷ است. که جرم مولی آن ۱۱۹٫۱۲ g/mol می‌باشد. 